# Płyta MgO

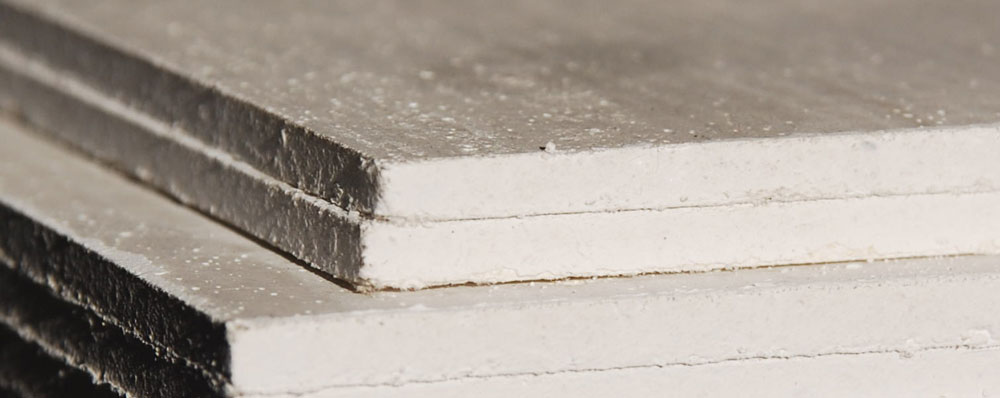
Zmagazynowane płyty MgO 11mm

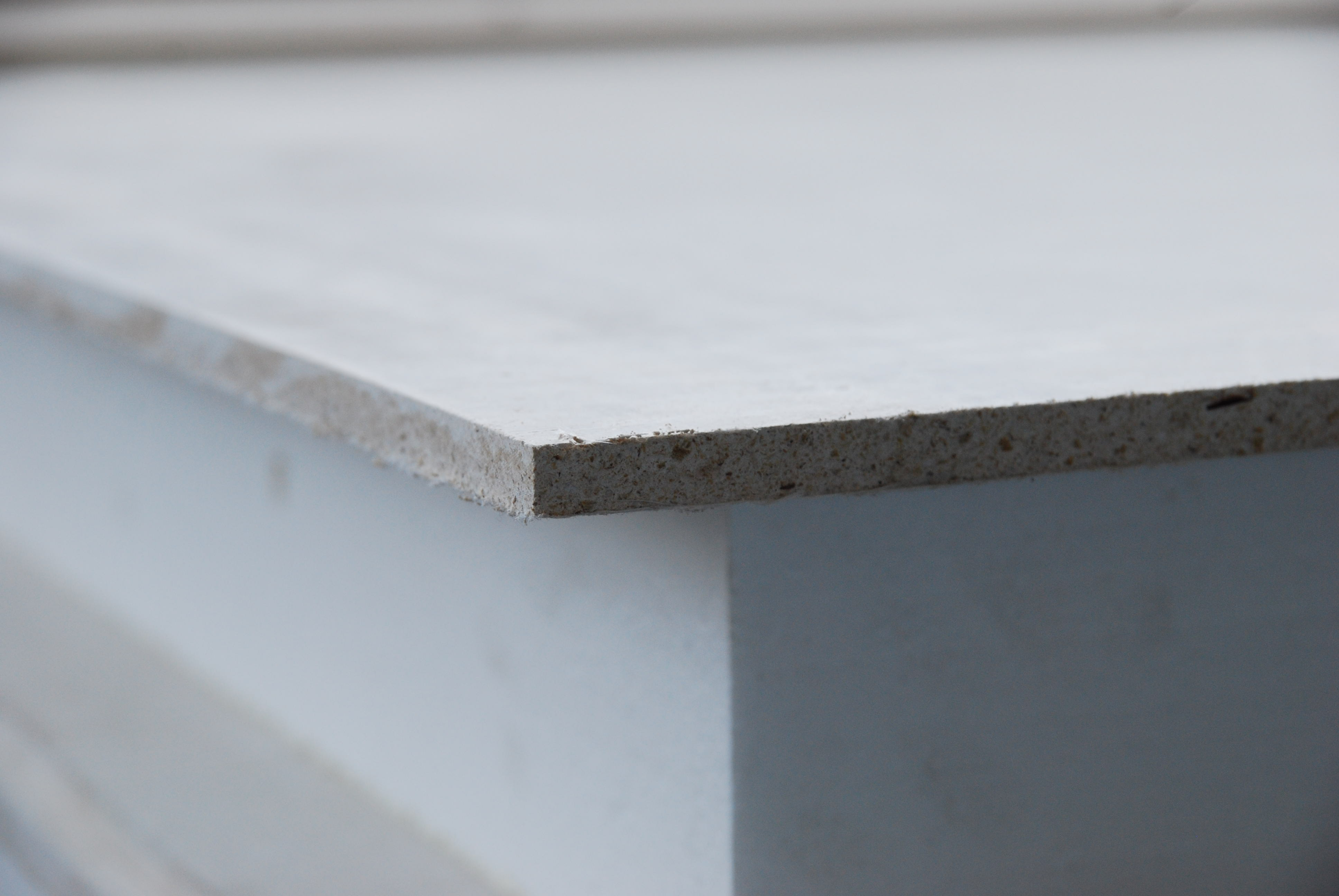
Płyty MgO Green zastosowane jako okładziny w pięciowarstwowym, samonośnym panelu MgO Green

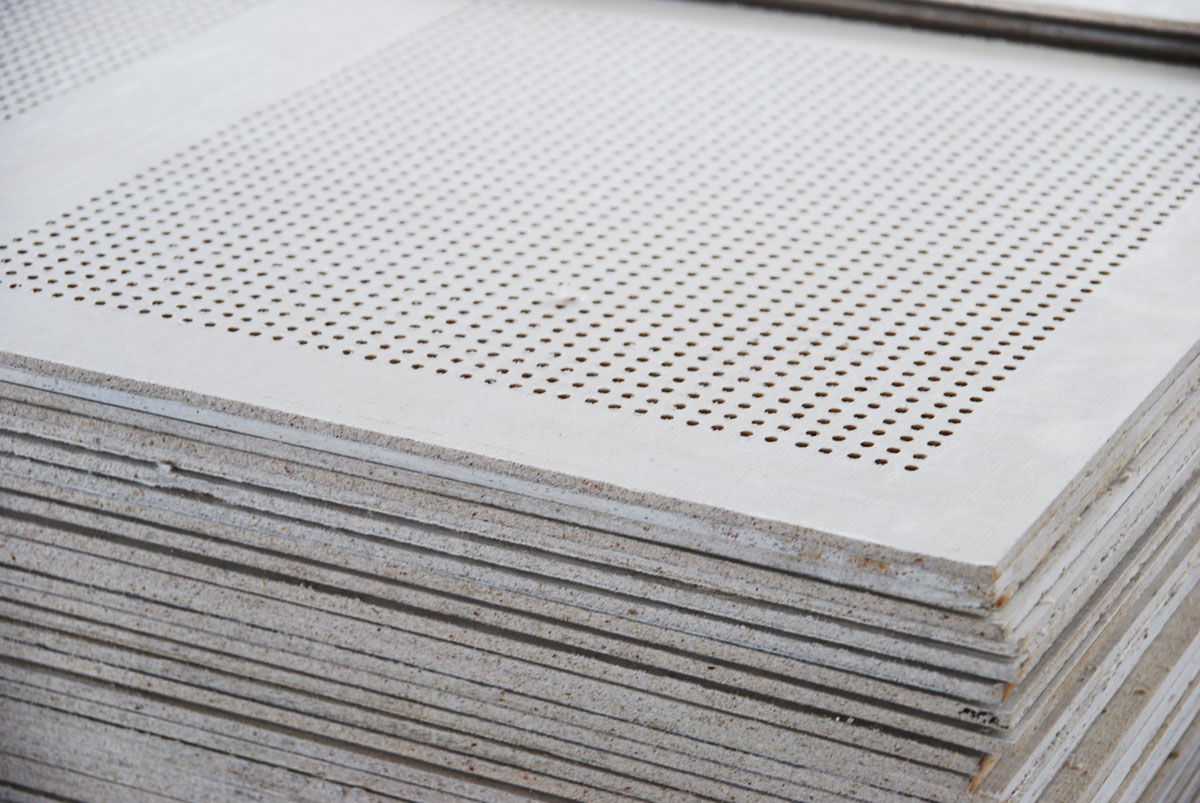
Stos płyt akustycznych wytworzonych na bazie płyt MgO

Płyta MgO to materiał budowlany z mieszaniny tlenku magnezu, chlorku magnezu, perlitu, cementu oraz włókien celulozowych, wtopionych w siatkę z włókna szklanego. 

## Historia
Tlenek magnezu jako składnik materiałów budowlanych znany jest w Azji od dłuższego czasu. Stosowany był między innymi przy budowie Wielkiego Muru. Obecnie płyty MgO są powszechnie używane w Azji jako podstawowy materiał budowlany. Zostały wykorzystane do budowy obiektów olimpijskich w Pekinie zarówno wewnątrz jak i na zewnątrz budynków. W budynku Taipei 101 zostały użyte jako elewacja wewnętrzna i zewnętrzna oraz jako zabezpieczenie przeciwogniowe konstrukcji nośnej i stropowej, a także jako podkład podłogowy. Po zniszczeniu World Trade Center w wyniku serii zamachów z 11 września 2001 roku zaczęto poszukiwania materiału, który byłby w stanie zabezpieczyć konstrukcje budynków przed ogniem, wodą oraz innymi czynnikami działającymi destrukcyjnie na elementy nośne budynków. W wyniku przeprowadzonych badań płyta MgO okazała się zdecydowanie najlepszym materiałem poszyciowo-okładzinowym, którego dodatkowym atutem była niska cena, oraz łatwa dostępność. 
Płyty magnezowe zostały zatwierdzone do użytku budowlanego w Stanach Zjednoczonych około 2003. Pierwszymi stanami, które zastosowały płyty MgO na dużą skalę były: Nowy Jork i New Jersey – ze względu na odporność ogniową, a także Miami oraz New Jersey ze względu na wytrzymałość w ekstremalnych warunkach środowiskowych. W Polsce można kupić płytę MGO pod nazwą "Superpłyta", "MgO Fire", MgO Interior, MgO Green.
Wszechstronny program badawczy produktów magnezowych, w tym płyt MgO, zainicjowała w 2010 spółka LS Tech-Homes. Przeprowadzono badania wytrzymałościowe, cieplno-wilgotnościowe, akustyczne i inne. Finalnym wynikiem współpracy z Instytutem Techniki Budowlanej było powstanie pierwszej w Polsce aprobaty technicznej ITB na płyty magnezowe. Równolegle rozpoczęto intensywne prace badawczo-rozwojowe wspólnie z Katedrą Podstaw Budownictwa i Materiałów Budowlanych Politechniki Gdańskiej. Wyniki prac badawczych produktów magnezowych opublikowano w czasopismach o zasięgu ogólnopolskim i światowym oraz przedstawiono na konferencjach międzynarodowych.

## Zastosowanie
Może zastępować płyty OSB, płyty gipsowo-kartonowe, cementowo-włóknowe, stanowiąc dużo lepsze poszycie zewnętrzne lub wewnętrzne budynków mieszkalnych oraz przemysłowych, może być stosowana jako zapora przeciwogniowa elementów konstrukcyjnych, a także obiektów/pomieszczeń o wysokich wymaganiach ognioochronnych (muzea, archiwa), obudowa basenów, suchy jastrych, sufity podwieszane, element konstrukcyjny w terrarystyce. W połączeniu z elementami wykonanymi metodą pultruzji stanowi idealny system budowlany do zastosowań w budownictwie nadmorskim ze względu na odporność na agresywne warunki środowiskowe.
Dzięki swojej wytrzymałości pozwala na bezpośrednie mocowanie szafek i innych elementów naściennych, z pominięciem punktowych wzmocnień w konstrukcji szkieletowej. Ze względu na dość dobrą relację ceny do bardzo wszechstronnych walorów użytkowych, znalazła zastosowanie w budowie domów szkieletowych i cieszy się coraz większym zainteresowaniem. Jej wszechstronne walory użytkowe powodują, że konstrukcje ścian domów szkieletowych są zdecydowanie bardziej stabilne. Ściany są odporne na pleśnienie i zagrzybienie (płyta ma właściwości przeciwgrzybicze i przeciwwilgociowe). Bardzo ważną cechą jest ich najwyższa ognioodporność A1 co powoduje, że domy szkieletowe pokryte płytą MGO są bardziej zabezpieczone przed pożarami.

## Obróbka/montaż
Płyty MgO nie wymagają do obróbki oraz montażu żadnych specjalistycznych narzędzi. Materiał ten może być nawiercany, montowany za pomocą zszywek budowlanych, przybijany gwoździami, klejony, wykańczany w dowolny sposób łącznie z nanoszeniem hydrografiki.

## Zalety
- Wytrzymałość mechaniczna
- Izolacyjność termiczna
- Hydroizolacyjność
- Ognioodporność
- Łatwość obróbki
- Łatwość montażu
- Odporność na grzyby
- Odporność na szkodniki
- Odporność na duże wahania temperatury
- Możliwość zastosowania w agresywnych środowiskach
- Brak emisji szkodliwych substancji do otoczenia
- Uznawane za materiał ekologiczny

## Wady
Naturalne złoża tlenku magnezu występują głównie w Chinach, w których ustanowiono zakaz wywozu tego surowca, w związku z tym produkcja odbywa się głównie w Chinach, co powoduje iż sprowadzanie niewielkich ilości płyt jest całkowicie nieopłacalne. Produkcja wymaga ścisłej kontroli technologicznej.